# Flâneur d’Or
Der Flâneur d’Or – Fussverkehrspreis Infrastruktur ist ein schweizerischer Wettbewerb für fussgängerfreundliche Infrastrukturen. Er prämiert Infrastrukturen im öffentlichen Raum, die den Fussverkehr im speziellen Masse fördern und die Qualität, Attraktivität und Sicherheit des Gehens erhöhen. Der Wettbewerb wird vom Fachverband Fussverkehr Schweiz durchgeführt und vom Bundesamt für Strassen (ASTRA) unterstützt.
Ziel des Fussverkehrspreises ist, besonders gute Beispiele fussgängerfreundlicher Gestaltungen des öffentlichen Raums bekannt zu machen und so für die spezifischen Bedürfnisse der Zufussgehenden zu sensibilisieren. Neben dem mit 10'000 Franken dotierten Hauptpreis werden aus den eingereichten Beiträgen weitere Projekte mit Auszeichnungen und Erwähnungen gewürdigt. Der Flâneur d’Or wurde erstmals im Jahr 1987 verliehen, damals noch unter dem Namen «Fussgängerschutzpreis». Damals stand, wie der Name andeutet, noch nicht der Komfort des Gehens, sondern der Sicherheitsaspekt im Vordergrund. In den folgenden Austragungen wurden jeweils etliche Projekte ausgezeichnet, um dem Wettbewerb eine breitere Wirkung zu verleihen. Seit der Jahrtausendwende wird der Wettbewerb alle drei bis vier Jahre ausgerichtet, 2008 erstmals unter dem heutigen Namen.

## Preisträger
- 1987: Monthey (VS): Neugestaltung Place Centrale, und Widen (AG): Erschliessung Wohnquartier Kelleräcker
- 1992: 6 Projekte, u. a. Uitikon (ZH): Umgestaltung historischer Dorfkern, und Sursee (LU): Verkehrskonzept mit Priorität für Fussgänger
- 1995: 10 Projekte in der ganzen Schweiz, u. a. Köniz (BE): Verkehrskonzept und Öffentlichkeitsarbeit
- 2001: Genf: Plan directeur des chemins pour piétons und Kommunikationskonzept
- 2004: Grenchen (SO): Umgestaltung Ortskern mit Begegnungszone (als Teil der flankierenden Massnahmen zum Bau der A5)
- 2008: Baden (AG): Limmatsteg und Promenadenlift
- 2011: Naters (VS): Fil rouge – Umnutzung des stillgelegten Trassees der Furka-Oberalp-Bahn
- 2014: Zürich: Umgestaltung der ehemaligen «Westtangente» West-/Sihlfeld-/Bullingerstrasse zu verkehrsberuhigten Quartierstrassen (als Teil der flankierenden Massnahmen zur Westumfahrung Zürich)
- 2017: Biel (BE): Schüssinsel – Eine Oase im Herzen der Stadt (als Teil der städtebaulichen Entwicklung «Jardin du Paradis» und «Swatch Omega Campus»)
- 2020: Liestal (BL) : Neugestaltung Rathausstrasse